# Adromischus
Genre
Classification phylogénétique
Adromischus est un genre de plantes succulentes de la famille des Crassulaceae. Adromischus est endémique d'Afrique du Sud.

Le nom vient du grec ancien "adros" (=gros) et "mischos" (=tige) à cause de ses feuilles épaisses.

Le genre a été séparé du genre Cotyledon dont il est proche.

## Description
Les plantes présentent des tiges très courtes sur lesquelles sont implantées des feuilles grossièrement triangulaires. Les feuilles sont épaisses, gonflées sur les deux faces. Le bord extérieur des feuilles ondulé permet d'identifier plusieurs espèces.
Les feuilles sont de couleur d'un vert variable, avec parfois des taches.
La base des feuilles présente parfois de minuscules racines aériennes qui facilitent un bouturage naturel quand elles se détachent de la tige.
Les fleurs apparaissent sous forme d'inflorescence, ne sont pas spectaculaires et se développent facilement en culture entre l'été et l'automne.

## Culture
La culture est assez facile, à condition de disposer d'un endroit clair, bien aéré, avec une température fraîche (de l'ordre de 12 °C) en hiver, et un terreau plus riche que pour les autres succulentes.
Elles se reproduisent facilement (et parfois involontairement car les feuilles tombent facilement par bouturage.

## Principales espèces

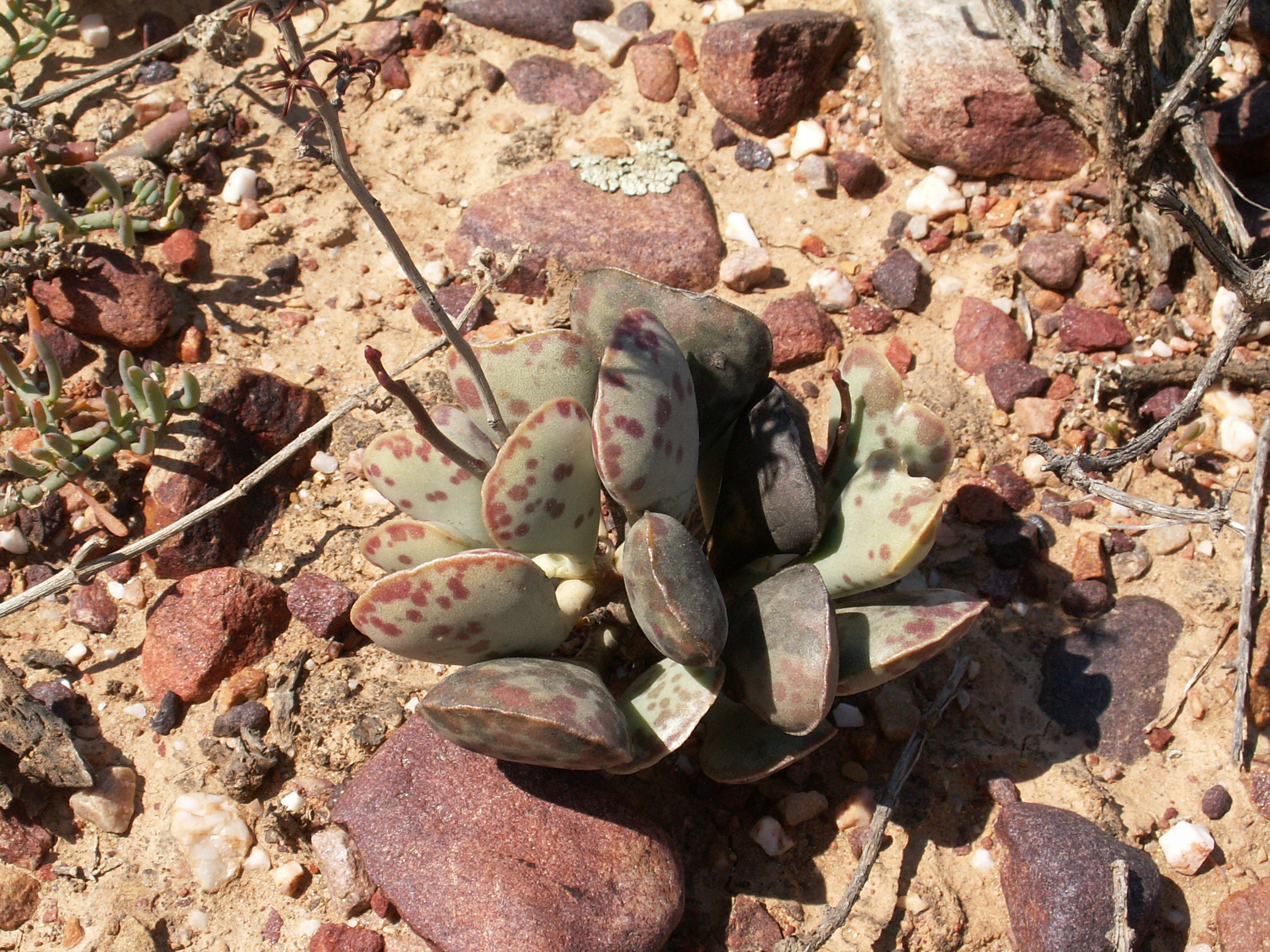
Adromischus triflorus.

- Adromischus alstonii
- Adromischus clavifolius
- Adromischus cooperi
- Adromischus cristatus
- Adromischus festivus
- Adromischus filicaulis
- Adromischus fragilis
- Adromischus hemisphaericus
- Adromischus kitchingii
- Adromischus leucophyllus
- Adromischus maculatus
- Adromischus mammilaris
- Adromischus marianae
  - Adromischus marianae immaculatus
  - Adromischus marianae herrei
- Adromischus nanus
- Adromischus oviforme
- Adromischus phillipsiae
- Adromischus roanianus
- Adromischus schuldtianus
- Adromischus triflorus
- Adromischus trigynus
- Adromischus vitewaaliana